# Cầu kênh Magdeburg
Cầu kênh Magdeburg (tiếng Đức: Kanalbrücke Magdeburg) là một hệ thống giao thông đường thủy ở Đức, và một phần của nó băng qua sông ở Magdeburg, hoàn thành vào tháng 10 năm 2003. Nó kết nối kênh đào Elbe-Havel với kênh đào Mittelland, vượt qua sông Elbe. Nó đáng chú ý là hệ thống giao thông dẫn nước trên sông dài nhất thế giới, với tổng chiều dài 918 mét (3.012 ft).
Kênh đào Elbe-Havel và Mittelland trước đây gặp nhau gần Magdeburg nhưng ở phía bên kia của sông Elbe, ở độ cao thấp hơn đáng kể so với hai kênh. Tàu di chuyển đường vòng giữa hai kênh có chiều dài 12 km (7,5 dặm), giảm dần từ kênh đào Mittelland thông qua nhấc lên tàu Rothensee vào sông Elbe, sau đó đi thuyền về phía hạ lưu sông, trước khi lên kênh đào Elbe-Havel qua khóa Niegripp. Mực nước thấp ở sông Elbe ngăn cản sà lan vận chuyển hàng hóa đi qua, nó cần nhiều thời gian để bốc xếp hàng.

## Lịch sử

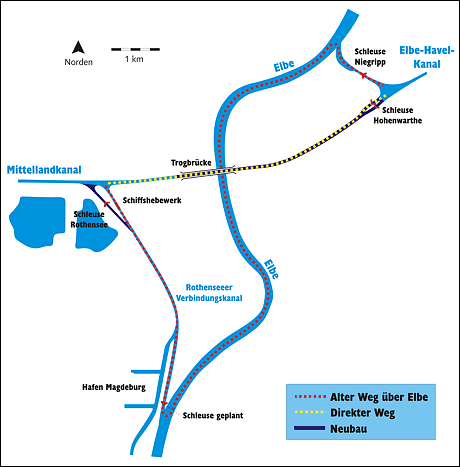
Bản đồ của cầu, đường mới (màu vàng) và đường đi (màu đỏ) trước đây của tàu

Kế hoạch xây dựng cầu kênh trực tiếp qua sông Elbe có ít nhất là đầu thế kỷ 20. Khảo sát ở kênh đào Mittelland bắt đầu vào năm 1905, trong khi các dự án tổng thể làm việc trên tiếp tục cho đến năm 1942, khi tất cả các công trình xây dựng buộc phải dừng lại vì Thế chiến II. Sau chiến tranh, chính phủ Đông Đức đã không tiếp tục làm việc cho dự án này bởi vì thương mại Đông-Tây đã không còn quan trọng trong bối cảnh Chiến tranh Lạnh. Sau khi nước Đức thống nhất, khi tái lập tuyến đường vận chuyển nước lớn làm cầu nước được ưu tiên. Dự án khởi công vào năm 1997, với thời gian hoàn thành trong 6 năm và trị giá 501 triệu EURO. Cầu nước tại cảng nội địa kết nối mạng của Berlin với các cảng dọc theo sông Rhine. Cấu trúc khó khăn của hệ thống dẫn nước kết hợp 24.000 tấn thép và 68.000 mét khối bê tông.

## Trong Điện ảnh
Trong Hanna (phim 2011) có đoạn "cô bé Hanna" thoát khỏi nhóm truy bắt của Wiegler, sau đó ngồi trên chiếc sà lan để đến Berlin trên Cầu kênh Magdeburg.

## Bộ sưu tập

Quan cảnh trên cầuQuan cảnh trên cầu
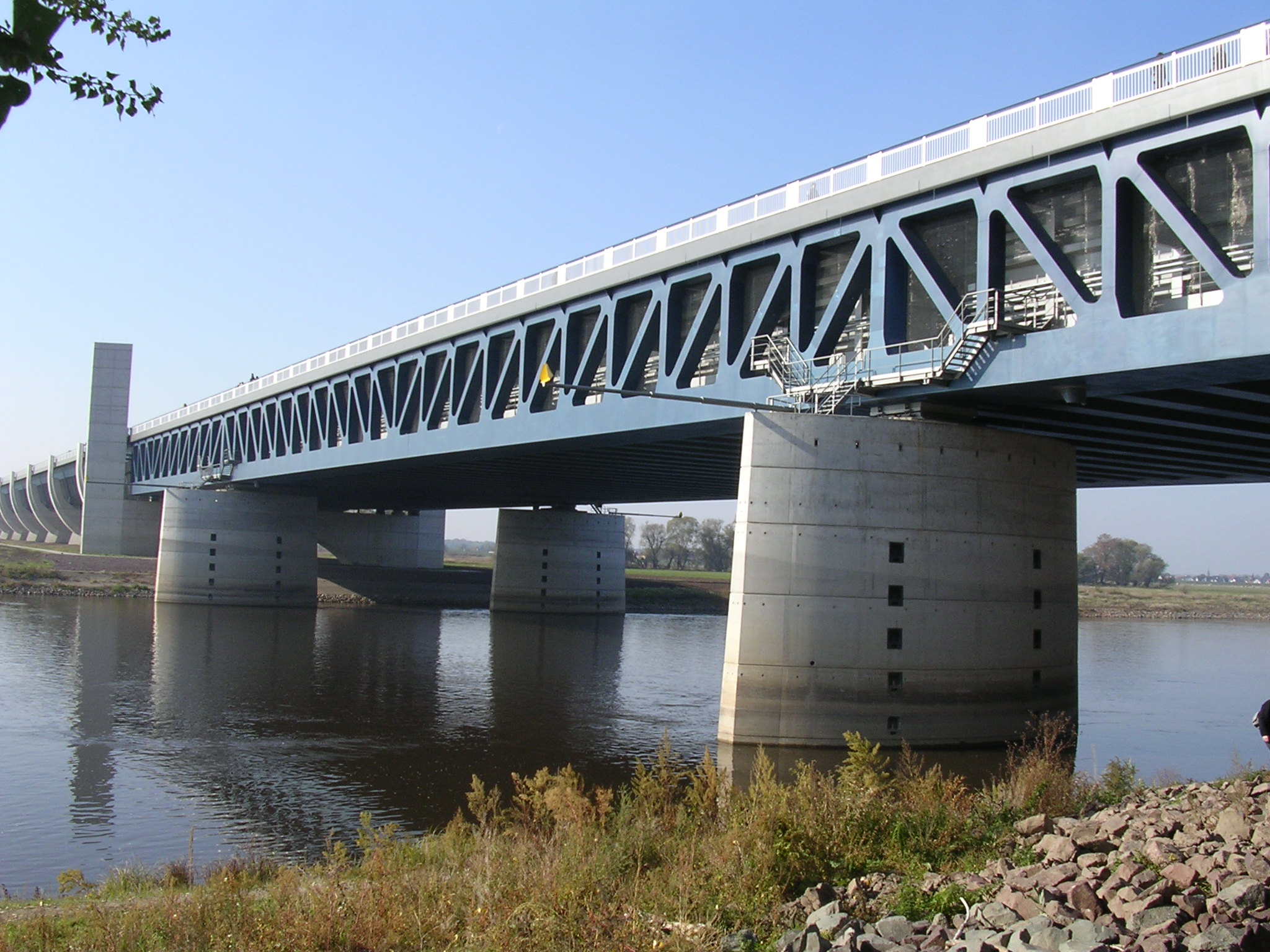
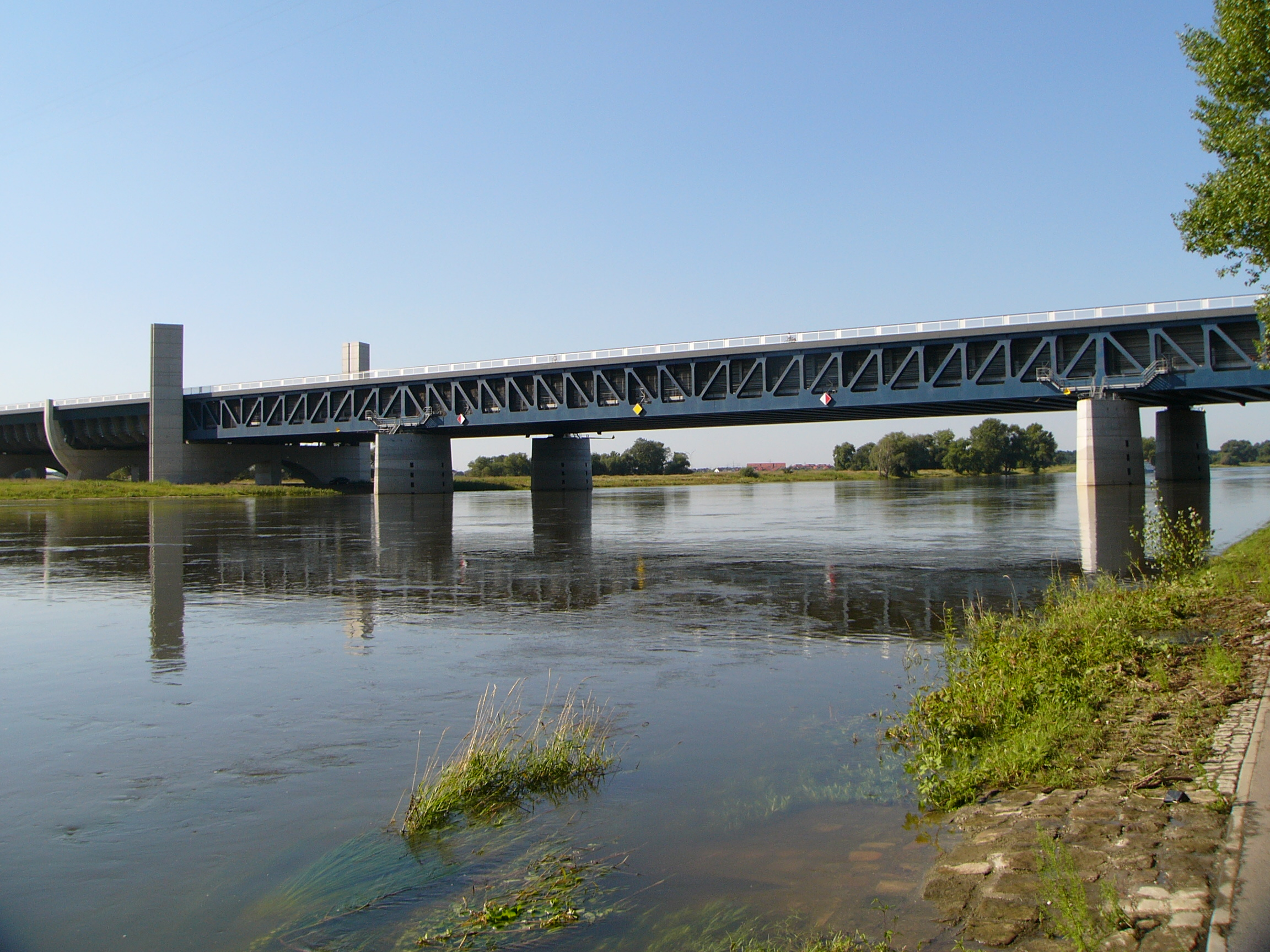